# 小行星3843
小行星3843（英語：3843 OISCA）是一颗围绕太阳公转的小行星。1987年2月28日，Y. Oshima在静冈县发现了此天体。
这颗小行星的绝对星等为24.278115711059等。